# Sciapus zonatulus
Sciapus zonatulus är en tvåvingeart som först beskrevs av Zetterstedt 1843.  Sciapus zonatulus ingår i släktet Sciapus, och familjen styltflugor. Enligt den finländska rödlistan är arten nära hotad i Finland. Arten är reproducerande i Sverige. Artens livsmiljö är sandstränder vid Östersjön.